# Myotis altarium
Myotis altarium är en fladdermusart som beskrevs av Thomas 1911. Myotis altarium ingår i släktet Myotis och familjen läderlappar. Internationella naturvårdsunionen kategoriserar arten globalt som livskraftig. Inga underarter finns listade i Catalogue of Life.
Denna fladdermus förekommer i sydöstra Kina samt över östa Myanmar och norra Laos fram till norra Thailand. Arten lever i låglandet och i låga bergstrakter. Det är inte känt vilket habitat individerna föredrar. De flesta hittades vilande i grottor.